# Гура Менци (Горж)
Гура Менци (рум. Gura Menți) насеље је у Румунији у округу Горж у општини Бораску. Oпштина се налази на надморској висини од 166 m.

## Становништво
Према подацима из 2002. године у насељу је живело 231 становника, од којих су сви румунске националности.